# جارد كوتر
جارد كوتر (بالإنجليزية: Jared Cotter)‏ هو مغني أمريكي، ولد في 17 يونيو 1981 في أوشنسايد في الولايات المتحدة.

## وصلات خارجية
- جارد كوتر على موقع IMDb (الإنجليزية)

- الموقع الرسمي